# Coupe du monde de ski acrobatique 1985-1986
Navigation
Édition précédente Édition suivante
La Coupe du monde de ski acrobatique 1985-1986 est la septième édition de la Coupe du monde de ski acrobatique organisée par la Fédération internationale de ski. Elle inclut quatre épreuves : les bosses, le saut acrobatique, le ballet et le combiné, une combinaison des trois autres.
 
La Suisse Conny Kissling remporte son quatrième titre consécutif et le Français Éric Laboureix son premier.

## Déroulement de la compétition
La saison est composée de six étapes, trois en Amérique du Nord et trois en Europe, et se déroule du 10 décembre 1985 au 9 mars 1986. Pour chacune d'entre elles, pour les femmes comme pour les hommes, il y a trois épreuves et quatre podiums : le saut acrobatique, le ski de bosses, le ballet (ou acroski) et le combiné qui est la combinaison des résultats des trois autres. Certaines stations n’accueillent pas l'ensemble des épreuves qui sont alors délocalisées ou reportées sur d'autres, comme les épreuves de ballet de Lake Placid qui ont lien à Breckenridge  alors que les épreuves de saut acrobatiques de Breckenridge ont elles lieu à Lake Placid. Il y a également deux stations européennes, Zermatt et Mariazell qui n’accueillent pas d'étape complète mais juste un type d'épreuve : la ballet pour la station suisse et le saut acrobatique pour l'autrichienne. De plus cette saison est coupée par la première édition des Championnats du monde de ski acrobatique, à Tignes.
Triple tenante du titre, la Suisse Conny Kissling conserve une nouvelle fois son titre alors que le français Éric Laboureix, dauphin d'Alain LaRoche la saison précédente et troisième les deux d'avant, remporte son premier titre.
| \| Mont Gabriel Lake Placid Breckenridge \| Sites des compétitions de ski acrobatique en Amérique du Nord |
| Mont Gabriel Lake Placid Breckenridge                                                                     |

| Mont Gabriel Lake Placid Breckenridge |

| \| Tignes Zermatt Mariazell Oberjoch \| Sites des compétitions de ski acrobatique dans les Alpes |
| Tignes Zermatt Mariazell Oberjoch                                                                |

| Tignes Zermatt Mariazell Oberjoch |

| \| Voss \| Sites des compétitions de ski acrobatique en Scandinavie |
| Voss                                                                |

| Voss |

| \| Mont Gabriel Lake Placid Breckenridge \| Sites des compétitions de ski acrobatique en Amérique du Nord |
| Mont Gabriel Lake Placid Breckenridge                                                                     |

| Mont Gabriel Lake Placid Breckenridge |

| \| Tignes Zermatt Mariazell Oberjoch \| Sites des compétitions de ski acrobatique dans les Alpes |
| Tignes Zermatt Mariazell Oberjoch                                                                |

| Tignes Zermatt Mariazell Oberjoch |

| \| Voss \| Sites des compétitions de ski acrobatique en Scandinavie |
| Voss                                                                |

| Voss |

## Classements

### Général
| Rang | Nom            | Points |
| ---- | -------------- | ------ |
| 1    | Éric Laboureix | 60.00  |
| 2    | Chris Simboli  | 54.00  |
| 3    | John Witt      | 51.00  |
| 4    | Alain LaRoche  | 50.00  |
| 5    | Chuck Martin   | 43.00  |

| Rang | Nom                   | Points |
| ---- | --------------------- | ------ |
| 1    | Conny Kissling        | 34.00  |
| 2    | Anna Fraser (en)      | 25.00  |
| 3    | Meredith Gardner      | 24.00  |
| 4    | Silvia Marciandi (it) | 17.00  |
| 5    | Stine Lise Hattestad  | 13.00  |

### Saut acrobatique
| Rang | Nom               | Points |
| ---- | ----------------- | ------ |
| 1    | Alain LaRoche     | 148.00 |
| 2    | Lloyd Langlois    | 147.00 |
| 3    | Jean-Marc Bacquin | 137.00 |
| 4    | Thomas Überall    | 132.00 |
| 5    | Didier Méda       | 128.00 |

| Rang | Nom                 | Points |
| ---- | ------------------- | ------ |
| 1    | Anna Fraser (en)    | 68.00  |
| 2    | Carin Hernskog (it) | 67.00  |
| 3    | Meredith Gardner    | 62.00  |
| 4    | Susanna Antonsson   | 61.00  |
| 5    | Maria Quintana (en) | 45.00  |

### Ballet
| Rang | Nom                | Points |
| ---- | ------------------ | ------ |
| 1    | Hermann Reitberger | 125.00 |
| 2    | Lane Spina (en)    | 121.00 |
| 3    | Georg Fürmeier     | 113.00 |
| 4    | Seth Goldsmith     | 108.00 |
| 5    | Dave Walker        | 103.00 |

| Rang | Nom              | Points |
| ---- | ---------------- | ------ |
| 1    | Jan Bucher       | 60.00  |
| 2    | Christine Rossi  | 54.00  |
| 3    | Lucie Barma (en) | 50.00  |
| 4    | Conny Kissling   | 50.00  |
| 5    | Ellen Breen      | 48.00  |

### Bosses
| Rang | Nom               | Points |
| ---- | ----------------- | ------ |
| 1    | Steve Desovich    | 99.00  |
| 2    | Martti Kellokumpu | 95.00  |
| 3    | Henrik Oskersson  | 93.00  |
| 4    | Éric Berthon      | 85.00  |
| 5    | Philippe Deiber   | 84.00  |

| Rang | Nom                   | Points |
| ---- | --------------------- | ------ |
| 1    | Mary Jo Tiampo        | 46.00  |
| 2    | Catherine Frarier     | 46.00  |
| 3    | Conny Kissling        | 38.00  |
| 4    | Hayley Wolff (en)     | 37.00  |
| 5    | Silvia Marciandi (it) | 37.00  |

### Combiné
| Rang | Nom            | Points |
| ---- | -------------- | ------ |
| 1    | Éric Laboureix | 58.00  |
| 2    | Chris Simboli  | 55.00  |
| 3    | John Witt      | 55.00  |
| 4    | Alain LaRoche  | 54.00  |
| 5    | Chuck Martin   | 46.00  |

| Rang | Nom                   | Points |
| ---- | --------------------- | ------ |
| 1    | Conny Kissling        | 48.00  |
| 2    | Meredith Gardner      | 42.00  |
| 3    | Anna Fraser (en)      | 37.00  |
| 4    | Silvia Marciandi (it) | 32.00  |
| 5    | Brigitte de Roche     | 27.00  |

## Calendrier et podiums

### Hommes
| Date                                        | Lieu         | Épreuve  | Vainqueur                  | Second                     | Troisième         |
| ------------------------------------------- | ------------ | -------- | -------------------------- | -------------------------- | ----------------- |
| 10 décembre 1985                            | Tignes       | Ballet   | Information non disponible | Lane Spina (en)            | Richard Pierce    |
| 12 décembre 1985                            | Tignes       | Bosses   | Steve Desovich             | Bruno Bertrand             | Philippe Deiber   |
| 13 décembre 1985                            | Tignes       | Saut     | Lloyd Langlois             | Yves LaRoche               | Jean-Marc Bacquin |
| 13 décembre 1985                            | Tignes       | Combiné  | Éric Laboureix             | Alain LaRoche              | Murray Cluff      |
| 17 décembre 1985                            | Zermatt      | Bosses   | Lane Spina (en)            | Éric Laboureix             | Dave Walker       |
| 10 janvier 1986                             | Mont Gabriel | Ballet   | Information non disponible | Information non disponible | Richard Pierce    |
| 11 janvier 1986                             | Mont Gabriel | Bosses   | Steve Desovich             | Éric Berthon               | Martti Kellokumpu |
| 12 janvier 1986                             | Mont Gabriel | Saut     | Yves LaRoche               | Thomas Überall             | Didier Méda       |
| 12 janvier 1986                             | Mont Gabriel | Combiné  | John Witt                  | Chris Simboli              | Éric Laboureix    |
| 17 janvier 1986                             | Lake Placid  | Bosses   | Martti Kellokumpu          | Henrik Oskarsson           | Petsch Moser      |
| 18 janvier 1986                             | Lake Placid  | Saut     | Lloyd Langlois             | Yves LaRoche               | Didier Méda       |
| 19 janvier 1986                             | Lake Placid  | Saut,    | Lloyd Langlois             | Yves LaRoche               | Chris Simboli     |
| 23 janvier 1986                             | Breckenridge | Ballet,  | Information non disponible | Lane Spina (en)            | Seth Goldfmith    |
| 23 janvier 1986                             | Breckenridge | Combiné, | Alain LaRoche              | Éric Laboureix             | Chris Simboli     |
| 24 janvier 1986                             | Breckenridge | Ballet   | Information non disponible | Lane Spina (en)            | Dave Walker       |
| 25 janvier 1986                             | Breckenridge | Bosses   | Steve Desovich             | Philippe Deiber            | Chuck Martin      |
| 25 janvier 1985                             | Breckenridge | Combiné, | Chuck Martin               | John Witt                  | Éric Laboureix    |
| Championnats du monde (2 au 6 février 1986) |              |          |                            |                            |                   |
| 15 février 1986                             | Mariazell    | Saut     | Yves LaRoche               | Thomas Überall             | Lloyd Langlois    |
| 16 février 1986                             | Mariazell    | Saut     | Yves LaRoche               | Jean-Marc Bacquin          | Thomas Überall    |
| 28 février 1986                             | Oberjoch     | Ballet   | Information non disponible | Information non disponible | Seth Goldsmith    |
| 1er mars 1986                               | Oberjoch     | Bosses   | Henrik Oskarsson           | Steve Desovich             | Éric Berthon      |
| 2 mars 1986                                 | Oberjoch     | Saut     | Lloyd Langlois             | Yves LaRoche               | Jean-Marc Bacquin |
| 2 mars 1986                                 | Oberjoch     | Combiné  | Éric Laboureix             | Chris Simboli              | Alain LaRoche     |
| 7 mars 1986                                 | Voss         | Bosses   | Martti Kellokumpu          | Steve Desovich             | Henrik Oskarsson  |
| 8 mars 1986                                 | Voss         | Ballet   | Lane Spina (en)            | Information non disponible | Seth Goldsmith    |
| 9 mars 1986                                 | Voss         | Saut     | Yves LaRoche               | Lloyd Langlois             | Jean-Marc Bacquin |
| 9 mars 1986                                 | Voss         | Combiné  | Chris Simboli              | Éric Laboureix             | John Witt         |

### Femmes
| Date                                        | Lieu         | Épreuve  | Vainqueur           | Second                | Troisième             |
| ------------------------------------------- | ------------ | -------- | ------------------- | --------------------- | --------------------- |
| 10 décembre 1985                            | Tignes       | Ballet   | Lucie Barma (en)    | Conny Kissling        | Christine Rossi       |
| 12 décembre 1985                            | Tignes       | Bosses   | Leelee Morrisson    | Hayley Wolff (en)     | Mary Jo Tiampo        |
| 13 décembre 1985                            | Tignes       | Saut     | Andrea Amann        | Meredith Gardner      | Anna Fraser (en)      |
| 13 décembre 1985                            | Tignes       | Combiné  | Meredith Gardner    | Silvia Marciandi (it) | Conny Kissling        |
| 17 décembre 1985                            | Zermatt      | Bosses   | Jan Bucher          | Lucie Barma (en)      | Ellen Breen           |
| 10 janvier 1986                             | Mont Gabriel | Ballet   | Jan Bucher          | Christine Rossi       | Conny Kissling        |
| 11 janvier 1986                             | Mont Gabriel | Bosses   | Mary Jo Tiampo      | Catherine Frarier     | Renee Svardsjoe       |
| 12 janvier 1986                             | Mont Gabriel | Saut     | Susanna Antonsson   | Carin Hernskog (it)   | Meredith Gardner      |
| 12 janvier 1986                             | Mont Gabriel | Combiné  | Conny Kissling      | Meredith Gardner      | Anna Fraser (en)      |
| 17 janvier 1986                             | Lake Placid  | Bosses   | Catherine Frarier   | Conny Kissling        | Hilary Engish         |
| 18 janvier 1986                             | Lake Placid  | Saut     | Anna Fraser (en)    | Carin Hernskog (it)   | Susanna Antonsson     |
| 19 janvier 1986                             | Lake Placid  | Saut,    | Carin Hernskog (it) | Maria Quintana (en)   | Anna Fraser (en)      |
| 23 janvier 1986                             | Breckenridge | Ballet,  | Jan Bucher          | Christine Rossi       | Ellen Breen           |
| 23 janvier 1986                             | Breckenridge | Combiné, | Conny Kissling      | Anna Fraser (en)      | Meredith Gardner      |
| 24 janvier 1986                             | Breckenridge | Ballet   | Jan Bucher          | Ellen Breen           | Christine Rossi       |
| 25 janvier 1986                             | Breckenridge | Bosses   | Catherine Frarier   | Hilary Engish         | Silvia Marciandi (it) |
| 25 janvier 1985                             | Breckenridge | Combiné, | Conny Kissling      | Anna Fraser (en)      | Silvia Marciandi (it) |
| Championnats du monde (2 au 6 février 1986) |              |          |                     |                       |                       |
| 15 février 1986                             | Mariazell    | Saut     | Anna Fraser (en)    | Meredith Gardner      | Catherine Lombard     |
| 16 février 1986                             | Mariazell    | Saut     | Anna Fraser (en)    | Carin Hernskog (it)   | Susanna Antonsson     |
| 28 février 1986                             | Oberjoch     | Ballet   | Jan Bucher          | Christine Rossi       | Conny Kissling        |
| 1er mars 1986                               | Oberjoch     | Bosses   | Mary Jo Tiampo      | Catherine Frarier     | Silvia Marciandi (it) |
| 2 mars 1986                                 | Oberjoch     | Saut     | Meredith Gardner    | Carin Hernskog (it)   | Susanna Antonsson     |
| 2 mars 1986                                 | Oberjoch     | Combiné  | Conny Kissling      | Meredith Gardner      | Anna Fraser (en)      |
| 7 mars 1986                                 | Voss         | Bosses   | Mary Jo Tiampo      | Leelee Morrisson      | Liz McIntyre          |
| 8 mars 1986                                 | Voss         | Ballet   | Jan Bucher          | Christine Rossi       | Conny Kissling        |
| 9 mars 1986                                 | Voss         | Saut     | Anna Fraser (en)    | Carin Hernskog (it)   | Susanna Antonsson     |
| 9 mars 1986                                 | Voss         | Combiné  | Conny Kissling      | Anna Fraser (en)      | Silvia Marciandi (it) |